# Los Algarrobos (Chiriquí)
Los Algarrobos è un comune (corregimiento) della Repubblica di Panama situato nel distretto di Dolega, provincia di Chiriquí. Si estende su una superficie di 30 km² e conta una popolazione di 9.326 abitanti (censimento 2010).